# Max Pape
Max Pape (ur. 1886 w Berlinie - zm. 1947 w Berlinie) – niemiecki pływak, uczestnik Olimpiady Letniej 1906.

## Kariera sportowa
Podczas Olimpiady Letniej zdobył srebrny medal w sztafecie 4 × 250 m stylem dowolnym, a w wyścigu na 1 milę stylem dowolnym zajął 4. miejsce.